# 텔레비전 애니메이션 목록
다음은 텔레비전 애니메이션에 관한 목록이다.

## 연대순
- 1940년대와 1950년대 텔레비전 애니메이션 목록
- 1960년대 텔레비전 애니메이션 목록
- 1970년대 텔레비전 애니메이션 목록
- 1980년대 텔레비전 애니메이션 목록
- 1990년대 텔레비전 애니메이션 목록
- 2000년대 텔레비전 애니메이션 목록
- 2010년대 텔레비전 애니메이션 목록
- 2020년대 텔레비전 애니메이션 목록

## 나라별 목록
- 대한민국의 텔레비전 애니메이션 목록
- 일본의 텔레비전 애니메이션 목록
- 일본 애니메이션의 방영 횟수순 목록
- 미국의 텔레비전 애니메이션 목록